# Apicia allutiusaria
Apicia allutiusaria là một loài bướm đêm trong họ Geometridae.